# Чжан Ю
Чжан Ю (англ. You Zhang, род. 2 марта 2000) — китайская шашистка (международные шашки) из Шанхая. Чемпионка мира по международным шашкам в формате блиц (2023), бронзовый призёр чемпионата мира по международным шашкам среди команд (2024) в формате рапид, двукратная чемпионка Азии 2015 и 2018. Участница ЧМ-2015 (13 место) и ЧМ-2019 (9 место), Всемирных Интеллектуальных игр (2012 в Лилле - 31 место, 2016 - в Китае). Чемпионка Китая (2018, 2019, 2024), серебряный призёр (2014, 2015, 2016, 2022) года и бронзовый призёр (2017, 2021).
Международный гроссмейстер среди женщин (2015).
Первый шашист в Китае (одновременно с мужским МГР Чжоу Вэй), получивший звание международного гроссмейстера. Звание было присвоено за победу в Чемпионате Азии 2015 года. 
Чемпионка мира по блицу 2023 года, турнир прошел в китайском городе Лишуй. Первая чемпионка мира среди женщин не из Европы. 
Тренер - Юрий Аникеев из Украины. 